# لشك عظمي
لشك عظمي (الاسم العلمي: Remora osteochir) (بالإنجليزية: marlinsucker)‏ هو نوع من الأسماك يتبع جنس اللشك الرامورة من الفصيلة اللشكية.